# Lidiya Grigoryeva
Pour les articles homonymes, voir Grigorieva.
Lidiya Nikolayevna Grigoryeva (née le 25 janvier 1974 à Smychka, raïon Ibresinski, Tchouvachie, en Union soviétique), est une athlète russe pratiquant la course de fond dont le marathon.

## Palmarès

### Championnats d'Europe d'athlétisme
- Championnats d'Europe d'athlétisme de 2006 à Göteborg ( Suède)
  -  Médaille de bronze du 10 000 mètres

### Marathons internationaux
- 1re du Marathon de Chicago 2008
- 1re du Marathon de Boston 2007
- 1re du Marathon de Los Angeles 2006
- 1re du Marathon de Paris 2005